# Mount Hope, Wisconsin
Mount Hope là một làng thuộc quận Grant, tiểu bang Wisconsin, Hoa Kỳ. Năm 2006, dân số của làng này là 186 người.